# Episinus cavernicola
Episinus cavernicola är en spindelart som först beskrevs av Kulczynski 1897.  Episinus cavernicola ingår i släktet Episinus och familjen klotspindlar. Inga underarter finns listade i Catalogue of Life.